# Hans Lie
Pour les articles homonymes, voir Lie.
Hans Lie, né le 30 avril 1929 et décédé le 21 juin 2011, est un skieur alpin norvégien sourd. Il détient le record de titres Deaflympics d'hiver dans le domaine du ski alpin en masculin: huit médailles d'or.

## Records
Hans Lie a établi le record  du nombre de titres obtenus aux Deaflympics (huit au total). Il est également l'un des skieurs masculins Sourds à s'être imposé au moins une fois dans quatre sur cinq disciplines aux Deaflympics d'hiver.

## Deaflympics d'hiver
- Deaflympics d'hiver de 1953
  -  Médaille d'Or sur l'épreuve du Slalom
  -  Médaille d'Or sur l'épreuve du Combiné
  -  Médaille de bronze sur l'épreuve du Descente
- Deaflympics d'hiver de 1955
  -  Médaille d'Or sur l'épreuve du Slalom
  -  Médaille d'Or sur l'épreuve du Combiné
- Deaflympics d'hiver de 1959
  -  Médaille d'Or sur l'épreuve du Descente
  -  Médaille d'Or sur l'épreuve du Combiné (Combiné I)
  -  Médaille d'argent sur l'épreuve du Slalom
- Deaflympics d'hiver de 1963
  -  Médaille d'Or sur l'épreuve du Slalom
  -  Médaille d'Or sur l'épreuve du Slalom Géant
  -  Médaille de bronze sur l'épreuve du Combiné